# Lamium coutinhoi
Lamium coutinhoi é uma espécie de planta com flor pertencente à família Lamiaceae. 
A autoridade científica da espécie é J.G.Garcia, tendo sido publicada em Boletim da Sociedade Broteriana II, 21: 29. 1947.

## Portugal
Trata-se de uma espécie presente no território português, nomeadamente em Portugal Continental.
Em termos de naturalidade é endémica da região atrás referida.

## Protecção
Não se encontra protegida por legislação portuguesa ou da Comunidade Europeia.